# Metalectra monodia
Metalectra monodia är en fjärilsart som beskrevs av Dyar 1903. Metalectra monodia ingår i släktet Metalectra och familjen nattflyn. Inga underarter finns listade i Catalogue of Life.